# Police (institution)
Pour les articles homonymes, voir police.

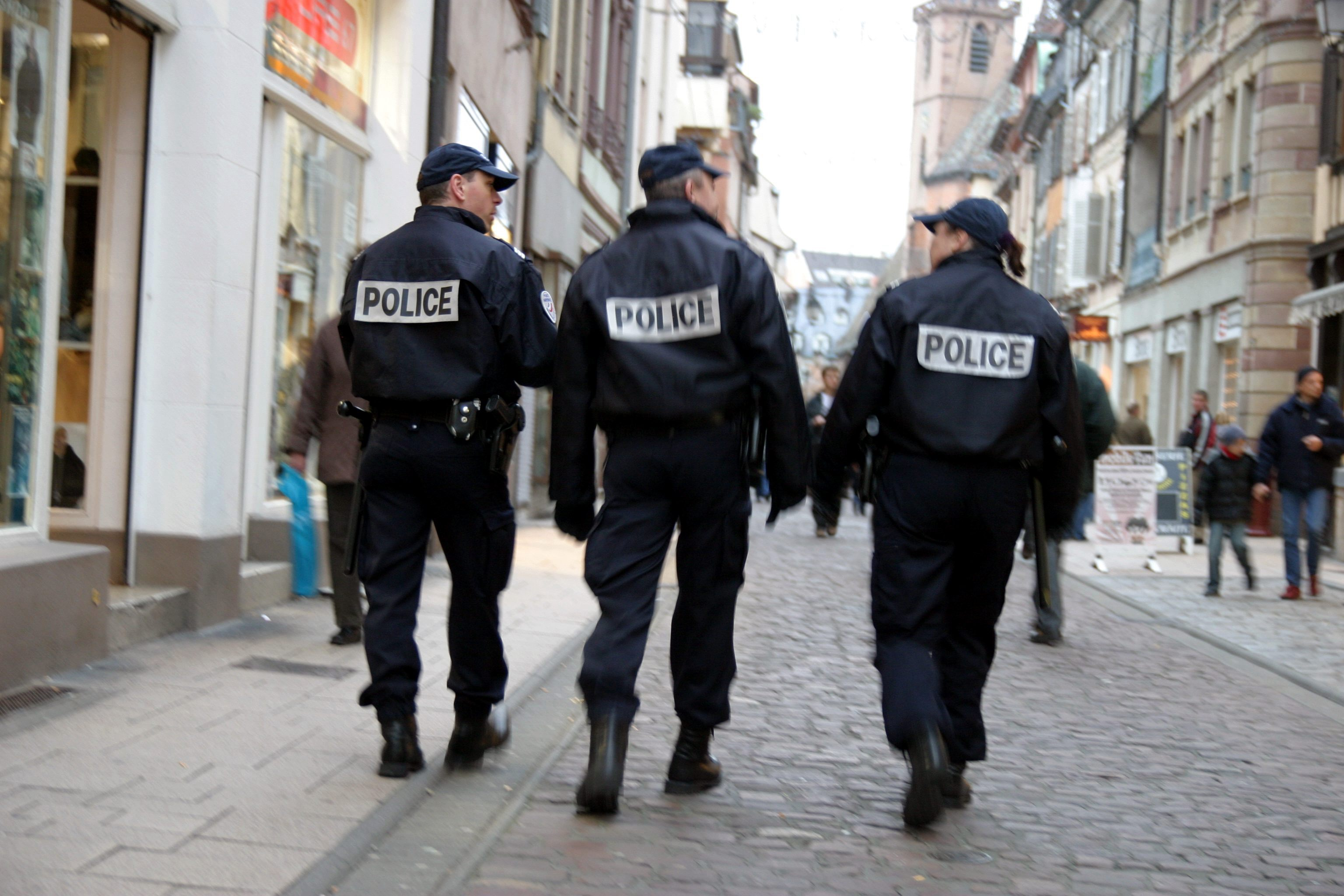
Agents de la police nationale française à Strasbourg en 2006.

Le terme « police » désigne de manière générale l'activité consistant à assurer la sécurité des personnes, des biens et maintenir l'ordre public en faisant appliquer la loi. Il faut entendre par le terme « loi », les règles et normes formelles d'un code établi dans un pays. Les forces de police (communément appelées « la police ») sont les agents (militaires ou civils) qui exercent cette fonction.

## Étymologie
Le mot français police provient du mot latin politia, romanisation du mot grec πολιτεία / politeía, « régime politique, citoyenneté, administration, partie civile », depuis le mot πόλις / pólis, « cité ».

## Histoire
Sous l'Empire romain, les cohortes urbaines et les vigiles urbains représentaient les formes primitives de forces de l’ordre, préfigurant les fonctions de la police moderne. Créées sous Auguste, les cohortes urbaines, corps militaire stationné dans la cité, étaient chargées du maintien de l’ordre public à Rome, tandis que les vigiles urbains jouaient un double rôle : surveiller les incendies et assurer la sécurité nocturne. Ces corps organisés et disciplinés marquent les premières tentatives de l'État romain pour instaurer un contrôle régulier de la vie urbaine, en assurant la sécurité des citoyens et la protection des biens.
La « police » au sens moderne du terme ne naît qu'avec l'avènement de l'État moderne.
En Europe, au bas comme au haut Moyen Âge, le pouvoir de police n'étant pas distinct du pouvoir de justice, le même seigneur pouvait à loisir désigner un coupable, le faire arrêter, et le châtier.
À la fin du XVIIIe siècle, la langue allemande invente le terme de « Polizeiwissenschaft » (littéralement, « science de la police »). L'équivalent de la « police » au sens classique, d'administration de l'ordre public de la cité, allant au-delà des tâches proprement sécuritaires, se retrouve dans la conceptualisation, dans les États germaniques, de la Polizeiwissenschaft ainsi que des sciences camérales.
On cite souvent la Marine Police Force de Londres et la City of Glasgow Police en Écosse ainsi que la préfecture de Paris, toutes créées vers 1800, comme les ancêtres de l'organisation moderne de la police,,. À celles-ci s'ajoute la Metropolitan Police Service, créée en 1829 et qui est la première qui ajoute la prévention policière à son rôle de répression du crime.
On peut aussi citer la création d'une police municipale en 1805 dans la ville de la Nouvelle-Orléans aux États-Unis, police dont la fonction première était de surveiller et de capturer les esclaves fugitifs. « Le but premier de la maréchaussée est de renforcer le contrôle des autorités sur les esclaves ».
Les policiers sont connus sous plusieurs noms dont : constables, gendarmes, officiers de paix, agents de police, détectives, shérifs, marshalls, miliciens. L'organisation des forces de police varie grandement selon le pays : de locales à nationales, de civiles à militaires.
Les historiens français, comme Jean-Marc Berlière et Christian Chevandier, ont écrit une histoire très informée de la police.

## Définition et organisation, par pays

### Organisations internationales
Il existe un organisme de coopération policière internationale, Interpol, qui diffuse aux pays membres les mandats d'arrêt d'internationaux délivrés par les autorités judiciaires nationales.
Dans l'Union européenne, chaque pays possède sa ou ses polices nationales et Europol est l'organisme de coopération des différentes instances policières de l'Union.
Le réseau international Francopol regroupe pour sa part des organisations et des écoles de formation policières francophones en vue de la coopération technique et de l'amélioration des pratiques policières.

### Europe

#### Allemagne

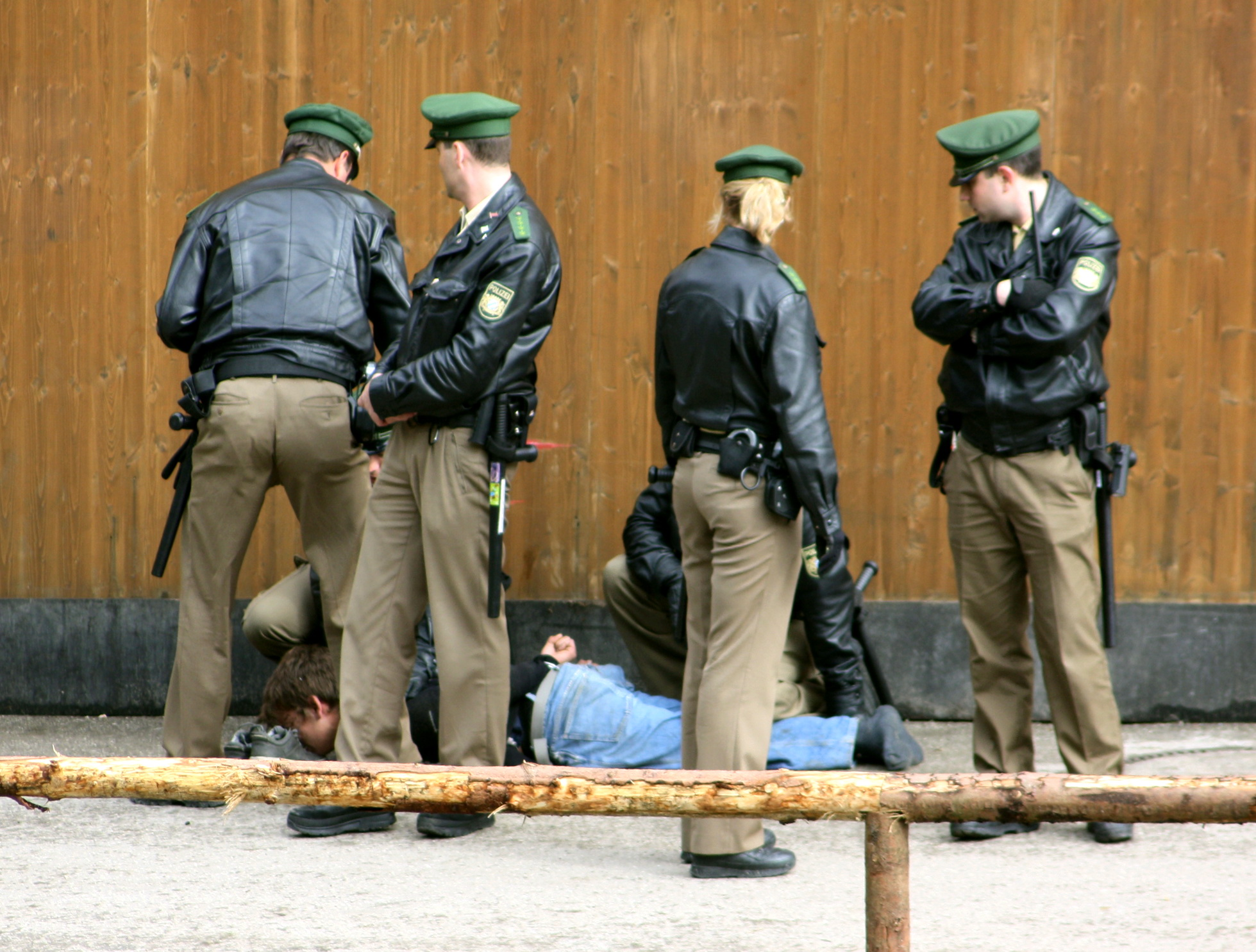
Policiers allemands de Bavière en 2010.

La police allemande (en allemand : die Polizei) se divise en plusieurs niveaux :
- Police fédérale (Bundespolizei),
- Les polices d'État (Länder) (Landespolizei).

#### Belgique
La réforme des polices instituée par l'arrêté royal du 7 décembre 1998 a remplacé les différents services de police belge (gendarmerie nationale, police communale, police judiciaire et police des chemins de fer) par la police intégrée à 2 niveaux (fédéral et local).
- La police fédérale : Agit à l’échelon national. Dispose de compétences de police administrative et judiciaire[9]. Sa juridiction est supra-locale et peut intervenir partout en Belgique. Elle dispose aussi de toutes les compétences de police du niveau fédéral au niveau local en passant par le niveau fédéré. Elle est composée de la police judiciaire, police de la route, police des chemins de fer, direction des polices administratives, police de la navigation, police aéronautique, le service d'appui canin, la direction des unités d'interventions spéciales et encore d'autres corps spécialisés dans l'appui des zones de police locale.
- La police locale (189 zones de police : 149 zones pluricommunales et 40 zones unicommunales[10]) : exerce toutes les compétences de police judiciaire et administrative[10]. Elle agit sous les ordres des chefs de corps et des bourgmestres des différentes communes qui composent sa zone.

#### France

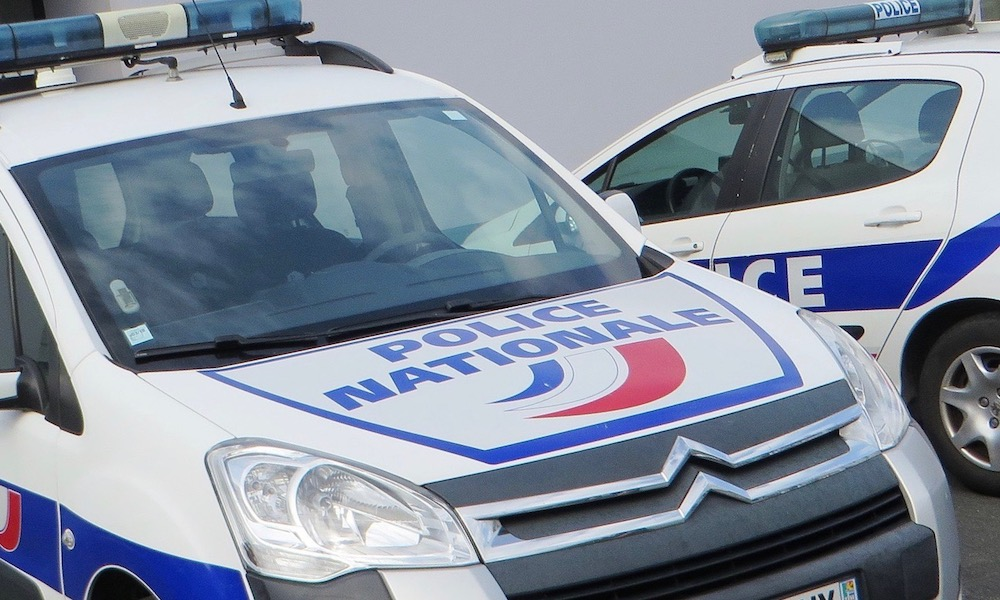
Véhicules de la police nationale française.

La définition actuelle est établie par les acteurs de la Révolution française. Ainsi, l'article 12 de la Déclaration des droits de l'homme et du citoyen de 1789 dispose : « La garantie des droits de l'homme et du citoyen nécessite une force publique ; cette force est donc instituée pour l'avantage de tous, et non pour l'utilité particulière de ceux à qui elle est confiée ». La magistrate Magali Lafourcade recommande de s'appuyer sur cet article pour consacrer, organiser et contrôler un « droit à la police », avec la mise sur pied d'une police « au service de l'exercice paisible des libertés ».
En droit français, il est possible de distinguer deux types de police :
- la police administrative est la prévention des troubles à l'ordre public sous toutes leurs formes ;
- la police judiciaire vise à la constatation des infractions au Code pénale, au rassemblement des preuves (qui peut inclure l'aide des services de la police scientifique) et à la recherche des auteurs d'infraction.

Néanmoins, cette distinction entre police administrative, qui serait préventive, et police judiciaire, qui serait répressive, n'est pas absolue. Elle varie en effet en fonction de l'autorité de référence : le préfet en matière administrative et la magistrature en matière judiciaire.
En pratique, trois forces de sécurité effectuent les missions de sécurité intérieure :
- La police nationale, force civile rattachée à l'État ;
- La gendarmerie nationale, force militaire rattachée à l'État ;
- Les polices municipales, forces civiles rattachées aux communes.

#### Luxembourg

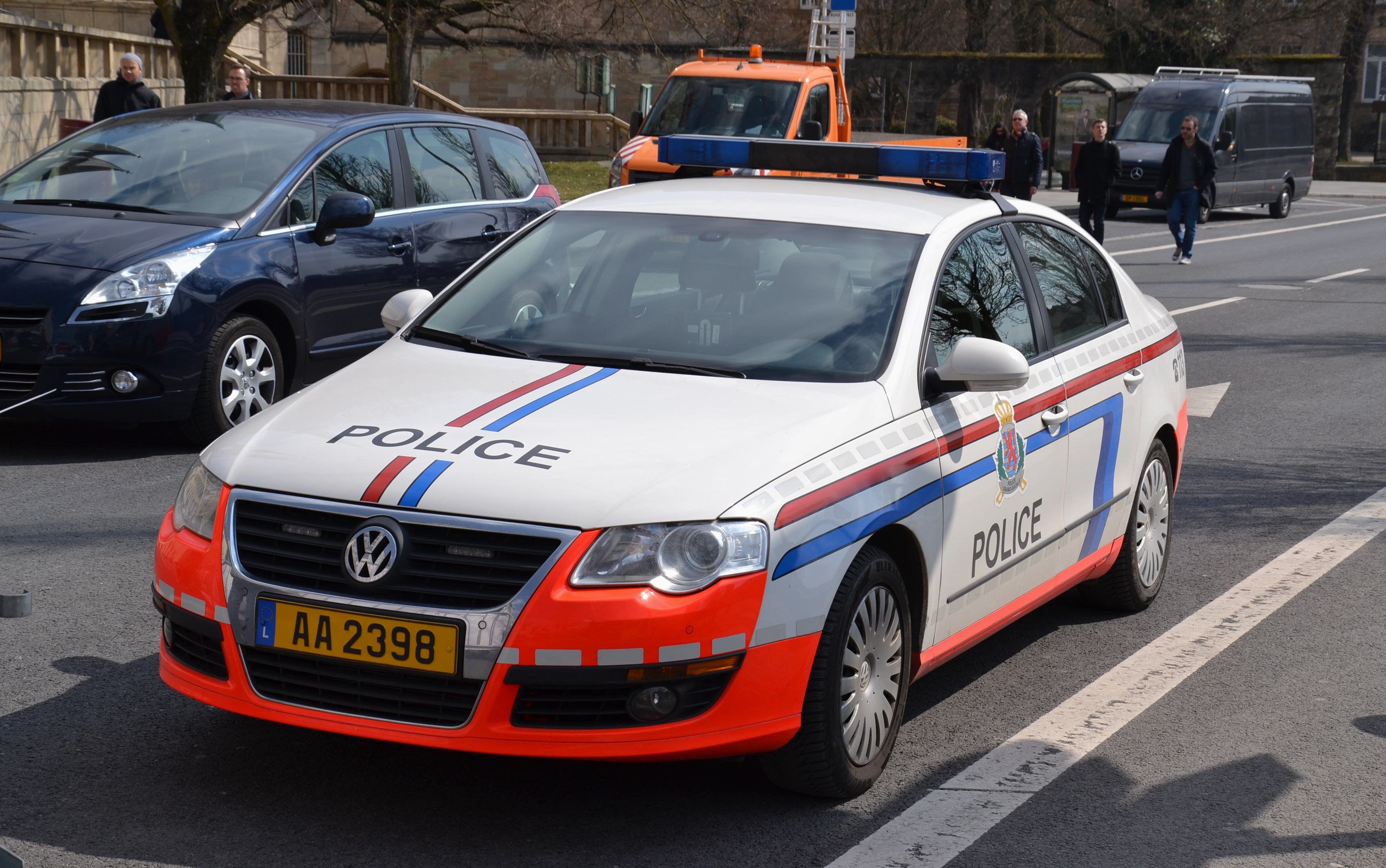
Voiture de police du grand-duché.

Jusqu'en 2000, les services de l'ordre étaient divisés entre police et gendarmerie. Une loi votée par le Parlement et signée par le grand-duc les a réunis en un seul corps.
La police du grand-duché du Luxembourg est appelée police grand-ducale. Elle est soumise à la charte des valeurs de la police grand-ducale. Cette charte précise notamment : « La police grand-ducale concourt, sur l'ensemble du territoire, à la garantie des libertés et à la défense des institutions du grand-duché, au maintien de la paix et de l’ordre public et à la protection des personnes et des biens. Proche de la population, elle lui fournit aide et assistance. Elle procède aux devoirs lui étant confiés légalement par les autorités judiciaires et administratives ». Il y a dans le pays 6 centres d'intervention principaux : Luxembourg-Ville, Esch-sur-Alzette, Diekirch, Mersch, Grevenmacher et Capellen. La police grand-ducale est administrée par une direction générale.
Une loi de 1973 règle l'usage des armes et autres moyens de contrainte par les membres de la force publique dans la lutte contre la criminalité. Les policiers ont un grand nombre de clubs de sport qui leur sont propres.

#### Pays-Bas

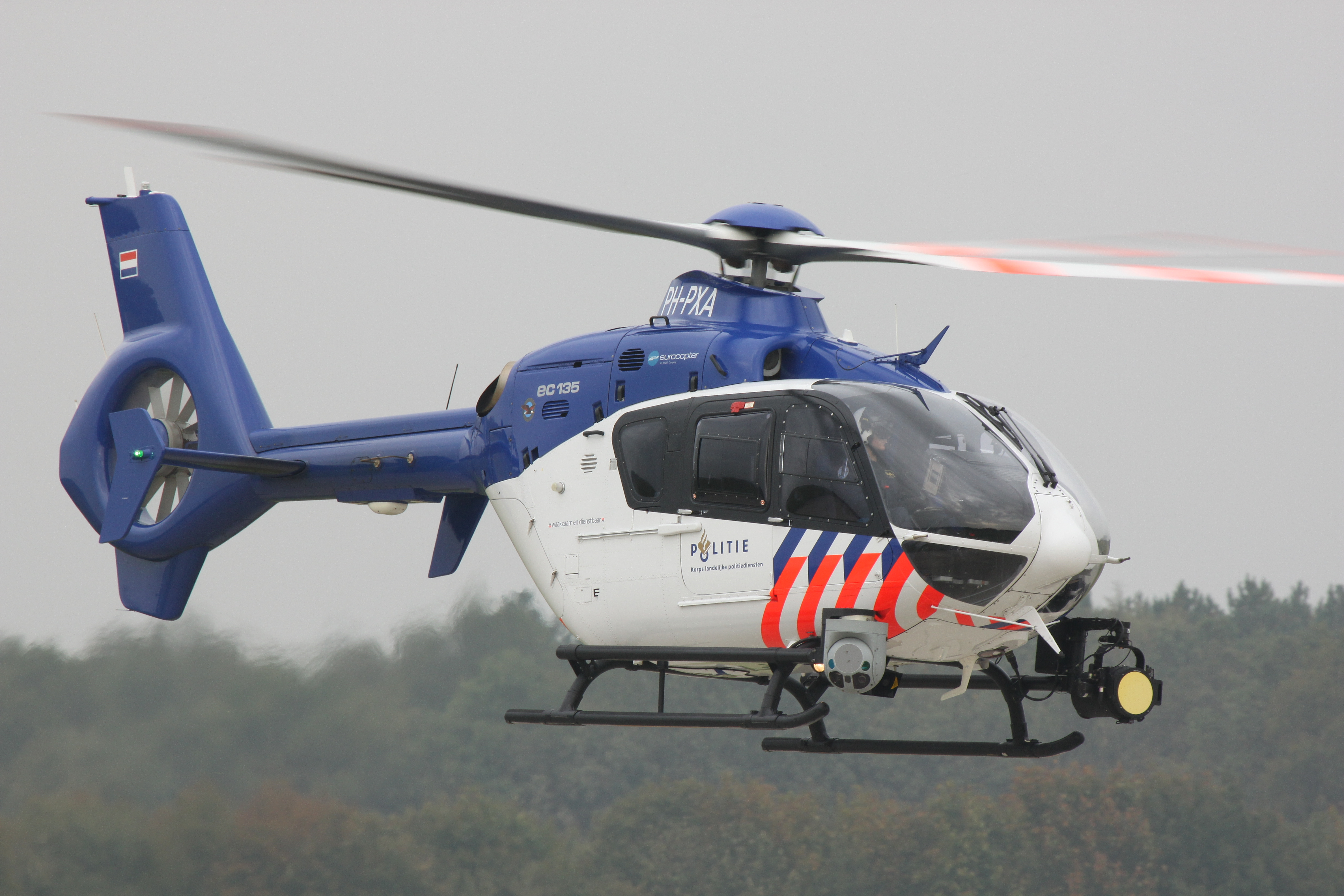
Hélicoptère de surveillance de la police néerlandaise.

Depuis 2013, la police nationale se compose de dix unités régionales, d'une unité nationale, et d'un centre de services de police. Le quartier général de la police nationale est situé à La Haye. En cas de crise, elle coopère avec les services d'incendie et d'ambulance de la région concernée, ainsi qu'avec d'autres services gouvernementaux. La police est placée sous la responsabilité administrative du ministère de la Justice et de la Sécurité. L'autorité compétente sur place est formée par le maire de la municipalité concernée (en ce qui concerne l'ordre public et la sécurité) et le procureur (en chef) (en ce qui concerne l'enquête et la détection).
Il existe également un corps de gendarmerie, la Maréchaussée royale (Koninklijke Marechaussee). La Maréchaussée peut être déployée pour aider la police civile, mais elle a aussi ses propres tâches.

#### Royaume-Uni
Le respect des lois est organisé séparément dans chacun des systèmes juridiques du Royaume-Uni : l'Angleterre et le pays de Galles, l’Écosse et l'Irlande du Nord. La plus grande part du respect des lois est assuré par des fonctionnaires de police servant dans des services de police régionaux, appelés forces de police territoriales, dans chacune de ces juridictions. Ces services régionaux sont complétés par des agences couvrant tout le Royaume-Uni, comme l'agence nationale du crime et les unités nationales de spécialistes de certaines forces de police territoriales, comme la direction des opérations spéciales de la police métropolitaine. Le code éthique de la police britannique continue à s'inspirer des neuf principes de Peel.

#### Suisse

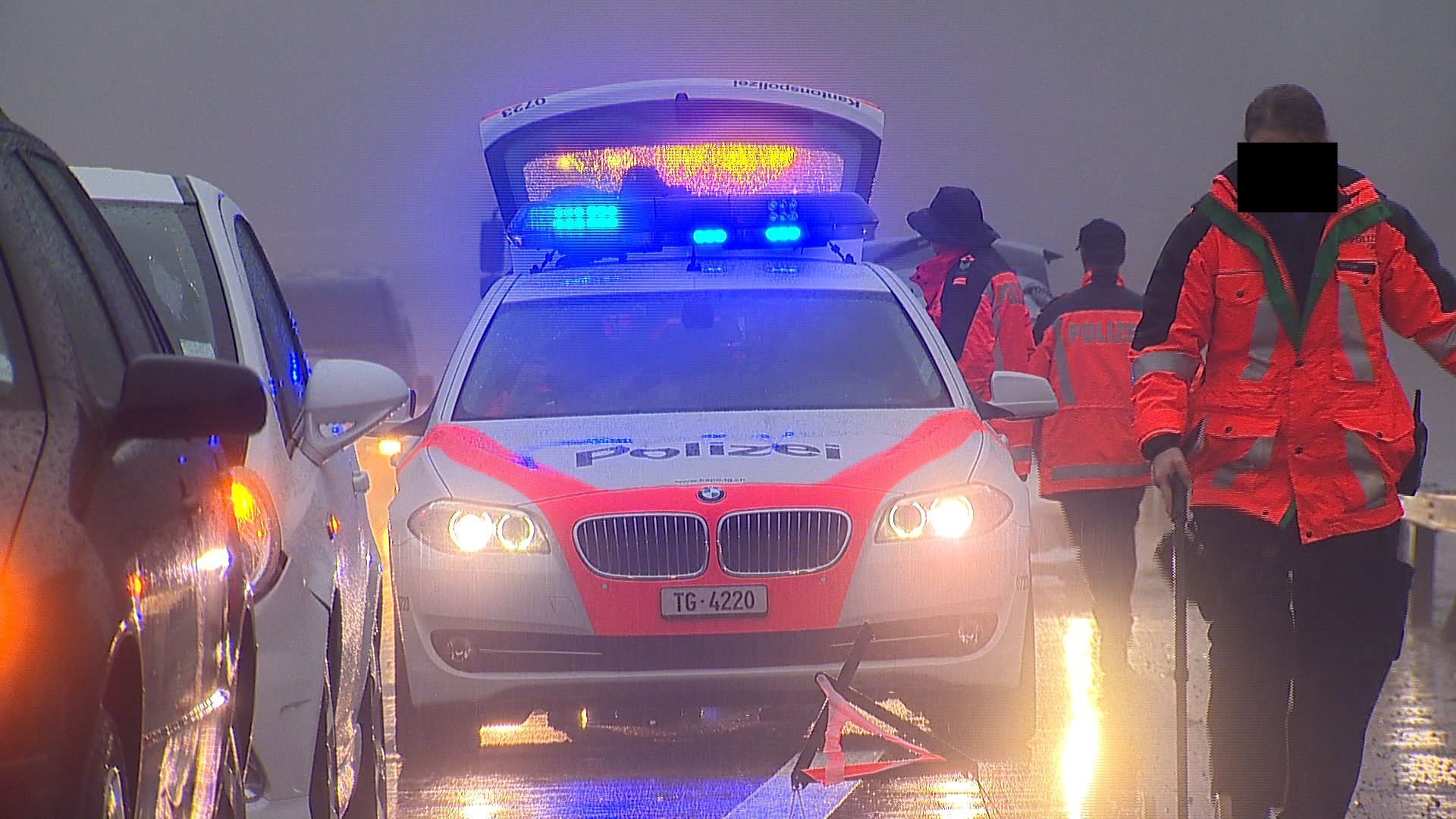
Police cantonale thurgovienne intervenant après un accident de la route.

En Suisse, les services de polices peuvent être divisés en trois grands groupes : la police fédérale, et militaire, les différents corps de police cantonaux et enfin les polices municipales.
La police fédérale, créée en 1848, est plus un service administratif et de coordination intercantonal qu'une réelle force de police, alors que les polices cantonales forment l'essentiel des forces de police du pays et s'occupent de la majeure partie des activités de police ; selon les cantons elles sont suppléées par des polices municipales gérées par les communes. En 2000, on comptait 14 500 policiers assermentés sur l'ensemble du territoire suisse, ce qui en proportion donne moins de 200 fonctionnaires de police pour 100 000 habitants, soit un des taux les plus bas d'Europe.

#### Turquie

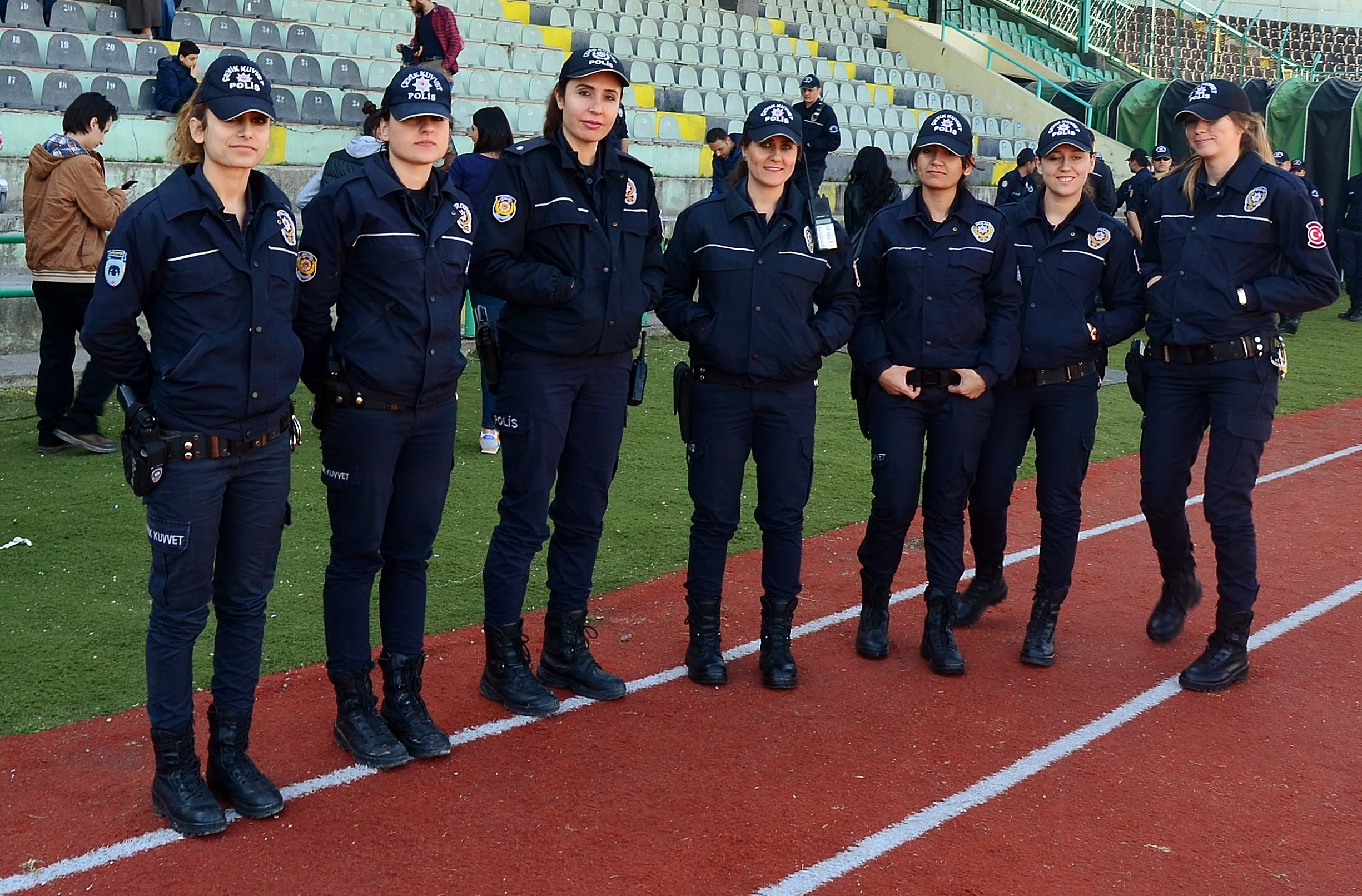
Des femmes policieres turques lors d'un match de football.

Fondée en 1845, la police turque est la plus ancienne du Moyen-Orient.
La police turque ou la Direction Générale de la Sûreté (en turc : Polis ou Emniyet Genel Müdürlüğü) est le nom officiel des services de police en Turquie.
La police turque est dans une guerre constante avec le PKK qui est une organisation terroriste séparatiste kurde. Le PKK n'hésite pas à prendre pour cibles les forces de police et les civils, comme dans l'attentat de mars 2016 à Ankara, où le père du footballeur international turc Umut Bulut a perdu la vie avec d'autres civils, ou bien encore l'attentat d'Istanbul de décembre 2016 qui a visé les forces de police à la sortie d'un match de football de Süper Lig entre le Beşiktaş et Bursaspor,.

### Amérique

#### Canada

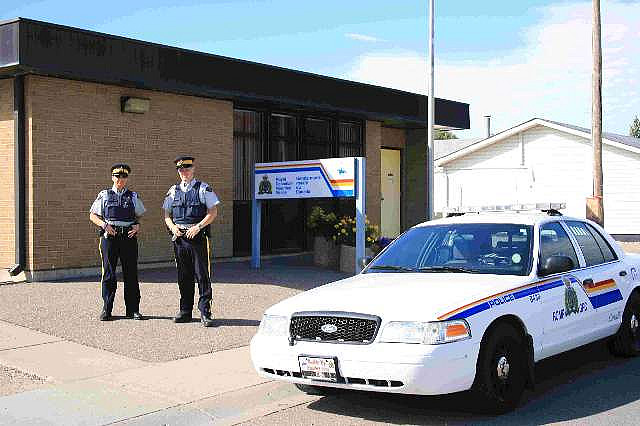
Policiers de la GRC.

La Gendarmerie royale du Canada (GRC), la police fédérale, s'occupe des champs de compétence du gouvernement fédéral au Canada.
Deux provinces, le Québec et l'Ontario, possèdent un corps de police provincial chargé du champ de compétence provinciale sur leur territoire. Il s'agit de la Sûreté du Québec (SQ) et de la Police provinciale de l'Ontario (PPO). Les autres provinces canadiennes louent les services des patrouilleurs de la GRC qui occupent les champs de compétences tant provinciales que fédérales.
Chaque ville, village ou municipalité a également compétence pour créer son propre corps de police municipale afin d'y maintenir l'ordre et d'y appliquer le code criminel canadien et les lois pénales provinciales. Si un tel corps n'est pas créé par la municipalité, c'est la police fédérale ou provinciale (selon le cas) qui y a juridiction. Les services policiers fournis par la SQ ou la PPO sont facturés à la municipalité desservie.
Cependant, au Québec, une municipalité doit avoir au moins 50 000 habitants pour qu'elle puisse avoir son propre corps de police. Ainsi à Montréal, c'est le Service de police de la ville de Montréal (SPVM) qui dessert le territoire de l'île de Montréal.
En cas de bavure policière, on confie généralement l'enquête au BEI (bureau d’enquête indépendant) où à un autre corps de police pour éviter tout conflit d'intérêts. Par exemple, la SQ va enquêter sur le décès d'un individu tué lors d'une fusillade avec les agents du SPVM. Pour des enquêtes délicates qui nécessitent des services particuliers, comme ceux de la police scientifique, ou une coordination à large échelle, les corps policiers de différents niveaux vont collaborer.

#### États-Unis

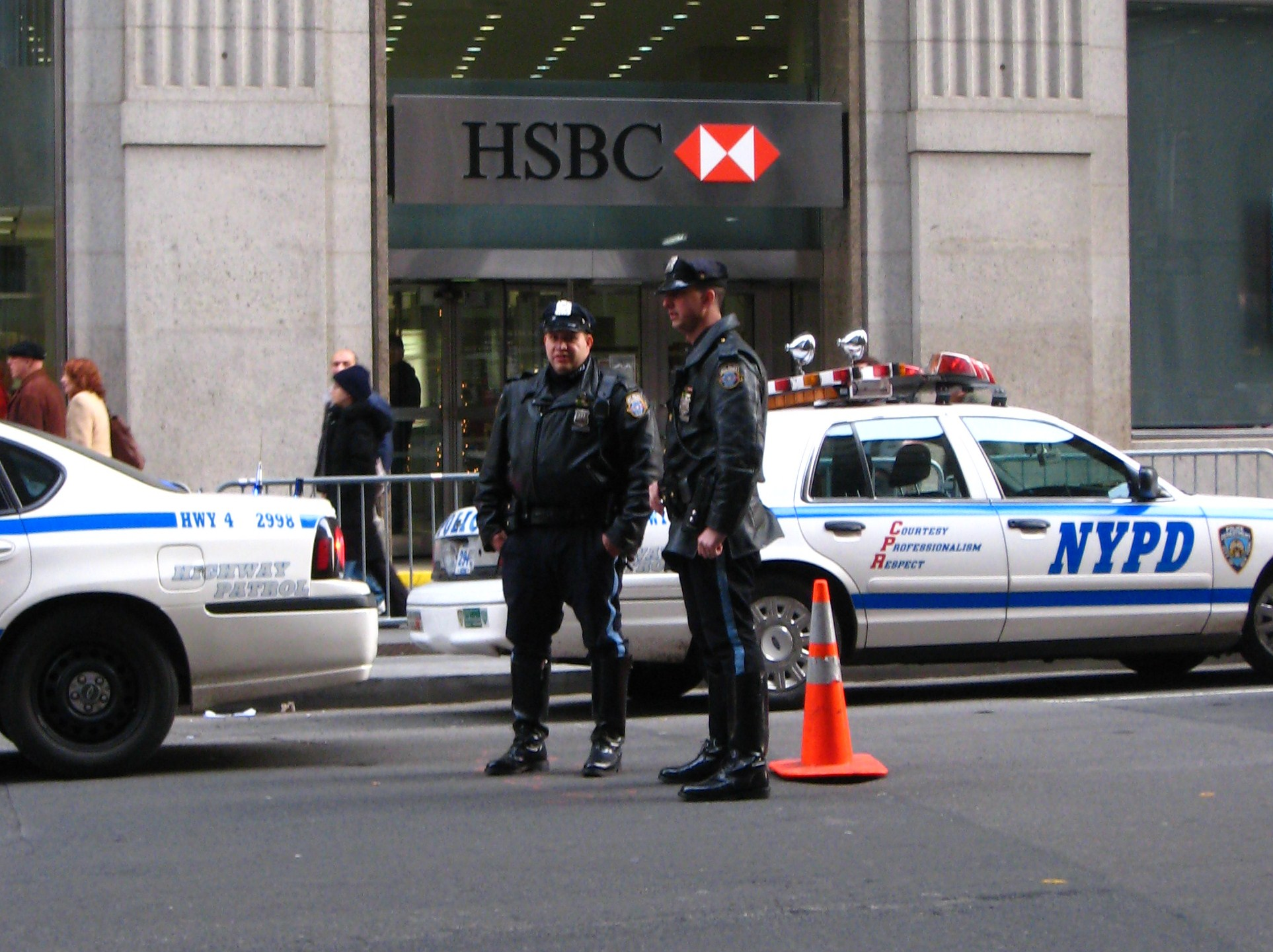
Policiers du NYPD.

Le Federal Bureau of Investigation (FBI), le US Secret Service, le US Marshals Service, le United States Park Police (USPP), le US Capitol Police, le US Pentagon Police et certains autres services s'occupent des crimes de juridictions fédérales. Le FBI possède une juridiction assez large, dont une section de contre-espionnage, alors que les autres ont des juridictions particulières. Les États-Unis comptent environ 20 services fédéraux de police et de sécurité.
Chaque État fédéré a son propre corps policier qui s'occupe au minimum de la sécurité sur les routes principales et de lutte contre les activités délictuelles ou criminelles. Il existe pour chaque État des lois spécifiques qui sont votées par les élus de chaque État.
Chaque comté a son service de police ou de shérif qui a juridiction sur le territoire du comté, généralement hors des villes d'importance (soit environ 3 070 corps locaux). Les shérifs sont élus pour des mandats d'une durée de 2 à 6 ans. 48 États sur 50 ont, en plus des services de police de l'État fédéré, des services de police dirigés par un shérif établi par comté, l'Alaska et le Connecticut étant les deux États n'en possédant pas. Chaque ville d'importance a son service de police dont la juridiction s'étend au territoire de la ville. Il existe environ 15 000 corps de police municipale.
Les différents niveaux de services de police collaborent. Contrairement à la plupart des pays, les chefs de police municipale, de comté et les shérifs sont élus par la population et ils ne sont pas nommés par des autorités supérieures.

### Asie

#### Chine
La Chine opère avec l'aide de ressortissants chinois établis à l'étranger des postes de police clandestins, situé dans des organismes supposés offrir des services communautaires, visant la répression de certains membres de la communauté chinoise, au Canada notamment.

## Sociologie de la police
L'étude scientifique de la réalité sociologique des institutions policières est d'apparition relativement récente : au milieu du XXe siècle, aux États-Unis et au Canada, puis en Grande-Bretagne et dans les pays anglo-saxons ; en Europe continentale, à partir des années 1970, en Allemagne et aux Pays-Bas notamment. La France a commencé à être concernée par ce mouvement à la même époque, avec les initiatives de juristes comme Jean-Jacques Gleizal à Grenoble ou Bernard Asso à Nice, de criminologues comme Jean Susini, de politologues comme Jean-Louis Loubet del Bayle qui crée à l'Institut d'études politiques de Toulouse, le Centre d'études et de recherches sur la police (CERP). D'autres chercheurs en sciences sociales, comme les sociologues français Dominique Monjardet ou Frédéric Ocqueteau, s'intéressent à l'étude des organisations policières et à leur performance managériale. Sebastian Roché (CNRS, Institut d'études politiques de Grenoble) s'est spécialisé dans l'analyse des politiques de sécurité et des politiques policières.
Il y a des approches qui proposent tout une autre conception de la police : ainsi, le marxisme, qui considère que la police fait partie de l'appareil répressif de l'État, lequel fonctionne à la violence (physique ou non) et constitue un instrument de la bourgeoisie par lequel elle s'assure son pouvoir et sa position dominante ; ou le discours foucaldien, qui assure que la police est une institution de pouvoir dont le but n'est pas de supprimer le crime mais de le contrôler suivant certaines limites et de l'utiliser selon ses propres intérêts.

## Cinématographie
Parmi les nombreux films et séries dits policiers, quelques-unes des œuvres françaises les plus connues :
- L.627, de Bertrand Tavernier ;
- Le Cousin, réalisé par Alain Corneau ;
- 36 quai des Orfèvres, par Olivier Marchal ;
- Le Petit Lieutenant, réalisé par Xavier Beauvois ;
- Le Gendarme de Saint-Tropez ;
- La suite de films Taxi ;
- Bac nord de Cédric Jimenez.